# Abu Bakr Muhammad bin Yahya as-Suli
Abu Bakr Muhammad bin Yahya as-Suli (auch al-Suli transkribiert; arabisch أبو بكر محمد بن يحيى الصولي, DMG Abū Bakr Muḥammad b. Yaḥyā aṣ-Ṣūlī; * 880; † 946) war ein berühmter arabischer Meister im Schatrandsch, dem Vorläufer des modernen Schach. Er galt ab dem Jahr 900 praktisch bis zum Beginn der Neuzeit als stärkster Spieler aller Zeiten.
Die älteste Schatrandsch-Partie, die vollständig überliefert ist, ist nach einigen Quellen ein Mattsieg as-Sulis gegen den Kalifen al-Muktadir in Bagdad, die um das Jahr 920 gespielt wurde. Sie beginnt mit der Tabija Reißender Strom.
Andere Quellen geben als älteste vollständig überlieferte Partie eine Begegnung zwischen as-Suli und al-Ladschladsch an.

## Komposition
As-Suli trat außerdem mit tiefgründigen Schachproblemen hervor, die im arabischen Schatrandsch Mansuben hießen. In der folgenden Stellung lautet die Aufgabe für Weiß zu gewinnen.
|   | a | b | c | d | e | f | g | h |   |
| 8 |   |   |   |   |   |   |   |   | 8 |
| 7 |   |   |   |   |   |   |   |   | 7 |
| 6 |   |   |   |   |   |   |   |   | 6 |
| 5 |   |   |   |   |   |   |   |   | 5 |
| 4 |   |   |   |   |   |   |   |   | 4 |
| 3 |   |   |   |   |   |   |   |   | 3 |
| 2 |   |   |   |   |   |   |   |   | 2 |
| 1 |   |   |   |   |   |   |   |   | 1 |
|   | a | b | c | d | e | f | g | h |   |

|   | a | b | c | d | e | f | g | h |   |
| 8 |   |   |   |   |   |   |   |   | 8 |
| 7 |   |   |   |   |   |   |   |   | 7 |
| 6 |   |   |   |   |   |   |   |   | 6 |
| 5 |   |   |   |   |   |   |   |   | 5 |
| 4 |   |   |   |   |   |   |   |   | 4 |
| 3 |   |   |   |   |   |   |   |   | 3 |
| 2 |   |   |   |   |   |   |   |   | 2 |
| 1 |   |   |   |   |   |   |   |   | 1 |
|   | a | b | c | d | e | f | g | h |   |

Die Figuren auf a1 und c3 sind keine Damen, sondern deren Vorläuferfiguren, Ferse – ein Fers darf nur ein Feld schräg ziehen. Diese schwache Figur ist insbesondere nicht in der Lage, einem sie verfolgenden König zu entkommen, wenn sie nicht von anderen Steinen unterstützt wird. Ferner war im Schatrandsch ein Sieg nicht nur durch Schachmatt möglich, sondern auch durch Beraubung des Gegners von seinen sämtlichen Figuren. Im vorliegenden Fall gewinnt Weiß, wenn er den Fers auf a1 erobern kann, ohne dass Schwarz im Gegenzug zurückschlägt.
Lösung:

Sofortiges 1. Ka2 Kc4 bringt nur ein Remis, da beide Ferse fallen. Der Gewinnplan von Weiß besteht darin, den eigenen Fers auf c1 oder a3 zu manövrieren, wo er schwerer für den schwarzen König zu erreichen und leichter durch den eigenen abzuschirmen ist, wenn dieser den Fa1 einsammeln will. Aber nach etwa 1. Fd2 Ke4! 2. Kc2 Kf3! 3. Fc1 Ke2 4. Kb1 Kd1 oder 1. Fb4 Kc6! 2. Fa3 Kb5 3. Ka2 Ka4 hat Schwarz wiederum den rettenden Gegenangriff geschafft.
Der Gewinn für Weiß ist nur mit Manövern zu erreichen, die sich wichtiger Techniken moderner Endspiele bedienen: Er muss eine Abdrängung des schwarzen Königs vornehmen, um letzten Endes ein entscheidendes Tempo zu gewinnen, wobei die Opposition und ein mögliches Dreiecksmanöver zum Erreichen einer Zugzwangstellung wesentliche Rollen spielen.
as-Suli, der die Stellung nach eigenen Aussagen nicht erfunden hatte, gab als Lösung nur 1. Kb4 Kd6 an. Großmeister Juri Awerbach äußerte sich jedoch über diesen einen Zug voller Hochachtung. Der Großmeister, der sich auch mit anderen Stellungen as-Sulis beschäftigt hatte, meinte, dass as-Suli nur dann die Stellung als Sieg deklariert haben konnte, wenn er die gesamte Lösung mit allen ihren Feinheiten verstanden hatte.
Juri Awerbach gab in den 1980ern folgende Hauptvariante an: 1. Kb4 Kd6 2. Kc4 Ke6 3. Kd4 Kf6 4. Kd5 Kf7 5. Ke5 Kg7 6. Ke6 Kg8 7. Kf6 Kh8 8. Kg6 Kg8 9. Fd2!! Kf8 Wenn der schwarze Fers mit 9. … Fb2 der Ecke zu entfliehen versucht, kommt er nur näher an den weißen König. 10. Fc1 Ke7 11. Kf5, und der König wird den schwarzen Fers erobern und somit gewinnen. Später wurde mit Computerhilfe eine hartnäckigere Verteidigung gefunden, von der Awerbach vermutet, dass as-Suli sie auch kannte. 6. … Kf8 7. Kd6 Ke8 8. Kc6 Kd8 9. Kb6 Kc8 10. Kc5 Kd7 11. Kb5 Kc7 12. Kc4 Kd6 13. Kb4 Ke5 14. Ka3 Kd5 15. Kb3. Damit ist die Ausgangsstellung mit Schwarz am Zug erreicht. Es handelt sich um eine Zugzwangstellung. Mit dem vorhergehenden ausgedehnten Dreiecksmanöver hat Weiß die Zugpflicht an Schwarz abgegeben. Schwarz verliert nach 15. … Kc5, da Weiß jetzt erfolgreich den Fers nach c1 und den König nach b1 überführt. Eine andere Möglichkeit ist 15. … Ke4 16. Ka2 Kd3 17. Fb4 Kc4 18. Fa3, und Weiß gewinnt, da der schwarze König nicht weiter den weißen Fers angreifen kann und der schwarze auf a1 fällt.